# Corps gras
Pour les articles homonymes, voir Corps et gras.
Un corps gras est une substance composée de molécules ayant des propriétés hydrophobes. Les corps gras sont majoritairement composés de triglycérides qui sont des esters issus d'une molécule de glycérol et de trois acides gras. Les autres composants forment ce que l'on appelle l'« insaponifiable ».
Les principaux corps gras sont : 
- les huiles qui se présentent à l'état liquide à température ambiante car elles sont surtout composées d'acides gras insaturés qui ont des points de fusion faibles ;
- les graisses qui sont pâteuses ou solides à température ambiante car elles sont surtout composées d'acides gras saturés qui ont des points de fusion plus élevés.

Chez les êtres vivants, les corps gras accomplissent trois fonctions principales :
- réserve d'énergie ;
- réserve de nutriments liposolubles ;
- isolant thermique (graisse).

Les corps gras naturels sont extraits par :
- pression : c'est le cas de l'extraction de l'huile d'olive par exemple ;
- dissolution : les grains oléagineux broyés sont mis au contact d'un solvant organique comme l'hexane. La distillation après extraction régénère l'hexane et donne un résidu constituant l'huile brute ;
- chauffage : les tissus animaux broyés sont chauffés à environ 70 °C ce qui provoque la fusion de la graisse et sa séparation.

Les corps gras sont utilisés surtout comme matières grasses alimentaires : graisses alimentaires et huiles alimentaires. Au niveau industriel, les corps gras sont aussi utilisés par exemple pour la fabrication de savons et de lubrifiants. Ils entrent aussi dans la composition de plusieurs médicaments et cosmétiques.